# Критский диалект греческого языка
Критский диалект греческого языка (греч. Κρητική διάλεκτος των ελληνικών), также критский греческий язык (греч. Κρητικός Έλληνας) — островной диалект греческого языка, которым пользуются порядка 700 тысяч жителей острова Крит, также диалект используют в крупнейших центрах греческой диаспоры, диалект продолжает использоваться критянами, главным образом в Соединенных Штатах, Австралии и Германии. Кроме того, потомки многих критских мусульман, которые покинули остров во время XIX и в начале XX века, продолжают использовать его в Турции, потомков критских мусульман называют критскими турками. Есть другая диаспора критских мусульман в прибрежном городе Аль Хэмидияха и соседних территориях Ливана. Критский диалект отличается от стандартного новогреческого языка на всех уровнях: в лексике, фонетике, фонологии, морфологии, синтаксисе, фразеологии, а также в прагматике. Причины расхождений — исторические, географические (островная изоляция), а также связь с типологически отличными языками-основами в пределах греческой группы языков.